# 刑部省
刑部省（刑部省）是日本古代律令制下的八省之一，唐名为刑部 (けいぶ)、大理，和名「さばきつかさ」，指「裁判司」。明治時代时 (1871年)改为司法省，1948年后改为法务省。

## 刑部省（律令制）
刑部省是日本古代律令制下的八省之一，主掌全国司法，判决重大事件并执行刑罚、管理监狱，但是一般普通的案件会交由下属官司独自裁决。平安时代开始设立了检非违使，省内职权逐渐被検非違使夺去，变得有名无实。

### 职员
执掌刑部省的长官被称为刑部卿，官位为正四位下，平安時代末期著名武士平忠盛便曾经担任刑部卿，但是有时也会让從三位以上的公卿兼职。除了各省皆设有的四等官以外，还设置判事和解部若干人，判事负责裁决人犯，解部则专门審問罪犯，判事和解部在一定程度上独立于刑部省。
大輔以下职员构成如下：
- 大輔（正五位下） - 1人
- 少輔（従五位下） - 1人
- 大丞（正六位下） - 2人
- 小丞（従六位上） - 2人
- 大錄（正七位上） - 2人
- 少錄（正八位上） - 2人
- 大判事（正六位下） - 2人→1人[3]
- 中判事（正六位下） - 1人
- 少判事（従六位下） - 4人→2人
- 判事大属（正七位下）
- 判事少属（正八位下）
- 大解部（従七位下）
- 中解部（正八位下）
- 少解部（従八位下）

下级事务官员：
- 史生
- 省掌
- 使部
- 直丁

### 下属官司
- 囚獄司（日语：囚獄司） - 主管刑狱。
- 贓贖司 - 主管没收财物，平城天皇时期被并入刑部省。

## 明治時代
明治2年7月8日（1869年8月15日），在太政官之下设置刑部省，负责执行判决之结果和刑罚，并管辖欧美法令的翻译。明治4年7月9日（1871年8月24日）和彈正台合并，被称为司法省。